# Lucretia Garfield

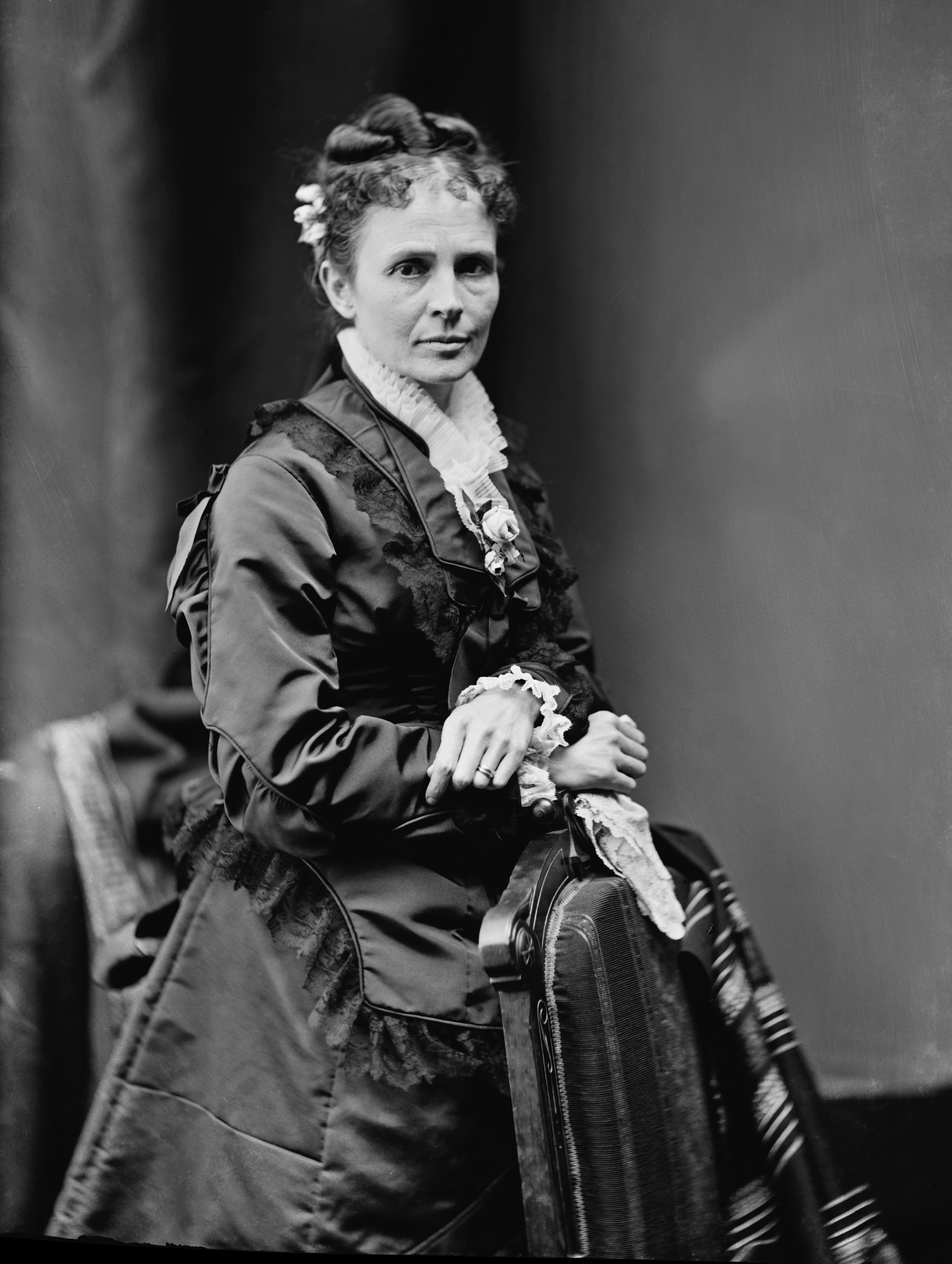
Lucretia Garfield

Lucretia Rudolph Garfield (* 19. April 1832 in Hiram, Ohio; † 14. März 1918 in Pasadena, Kalifornien) war die Ehefrau des US-Präsidenten James A. Garfield und 1881 die First Lady der Vereinigten Staaten.

## Leben
Ihr Vater war Zeb Rudolph. Lucretia traf ihren späteren Mann, als sie beide noch zur Schule gingen. Die beiden heirateten am 11. November 1858.
1863 starb ihre erste Tochter im Alter von drei Jahren, weitere fünf Söhne und eine Tochter wurden bis 1874 geboren. Mit Ausnahme des letzten Sohnes, der 1876 im Alter von zwei Jahren starb, überlebten alle ihre Mutter.
Im Mai 1881 erkrankte sie an Malaria und unternahm eine Kur im Seebadeort Elberon (New Jersey). Währenddessen hörte sie vom Mordanschlag auf ihren Mann und kehrte per Zug nach Washington zurück. Der Zug wurde in ein Unglück verwickelt, doch Lucretia erlitt keine Verletzungen. Ungefähr drei Monate später starb der Präsident an den Folgen der Schussverletzungen.
Nach seinem Tod lebte sie noch 36 Jahre in Ohio.

## Trivia
Johnny Cash beschreibt in seiner Ballade „Mr. Garfield“ (im Album Sings the Ballads of the True West) einen teilweise fiktiven Dialog zwischen Lucretia und ihrem sterbenden Ehemann.